# فوربز زون
فوربز زون (منطقه) یکی از شاخه های اصلی مجله فوربز است که در سال ۲۰۲۰ تاسیس شد و هدف از تشکیل آن انتشار اخبار مناطق مهم دنیا : قاره های آمریکا ،آسیا ، اروپا است. همچنین مجله فوربز زون با بیشتر مجله های فوربز ادقام و اداره میشود که مهم ترین آن فوربز اسپانیا است.

## سردبیر و موسس
سردبیر و موسس اصلی این بخش از فوربز پابلو دنیرو است ، همچنین دفتر اصلی این بخش از فوربز در سن دیگو، کالیفرنیا قرار دارد.

## شعار
ناشر پیشرو، اخبار منطقه ای در سراسر جهان

## نویسندگان
همچنین فوربز زون (منطقه) اخبار و اتفاقات سراسر دنیا را با استفاده از نویسندگان مربوط به هر منطقه تهیه میکند. از جمله مناطق مهم مورد موشش این رسانه عبارتند از :
- خلیج فنلاند
- خاورمیانه
- جبل‌الطارق
- پاناما